# Karl Welz
Karl Josef Welz (* 8. Mai 1887 in Niederwalluf; † 17. April 1964) war ein deutscher Lehrer und Münz- und Antikensammler.

## Leben
Karl Welz, Sohn eines rheinhessischen Sattlermeisters, besuchte das Gymnasium in Wiesbaden bis zum Abitur 1905. Anschließend studierte an den Universitäten Marburg (1 Semester), Berlin (1 Semester), München (3 Semester), Straßburg (4 Semester) und wurde 1909 bei Bruno Keil in Straßburg promoviert. Er nahm als Soldat am Ersten Weltkrieg teil und litt in Folge einer Verschüttung an einem Kriegsleiden. 1914 wurde er Studienrat am Domgymnasium in Fulda. Im Herbst 1937 wurde er nach Auseinandersetzungen mit dem nationalsozialistischen Direktor Christian Schweikart zwangspensioniert, in Folge von Lehrermangel während des Zweiten Weltkriegs half er in dieser Zeit jedoch in der Schule wieder aus.
Seit Mitte der 1920er Jahre sammelte er antike Kunstobjekte und Münzen und brachte im Laufe seines Lebens eine Sammlung von 421 Antiken und über 2500 Münzen zusammen. Diese wurde nach seinem Tod 1965 von der Ruhr-Universität Bochum erworben und bildeten den Grundstock der Antiken- und der Münzsammlung der Kunstsammlungen der Ruhr-Universität Bochum. Dazu erhielt die Universität die vollständigen Unterlagen von Welz zu seiner Sammlung, die Händlerkorrespondenz und die Rechnungen. Er führte Briefwechsel mit den Klassischen Archäologen John D. Beazley, Margarete Bieber, Georg Lippold und Karl Anton Neugebauer, die auch Stücke aus seiner Sammlung publizierten. Darrell A. Amyx benannte einen korinthischen Vasenmaler nach einem Skyphos ehemals in seinem Besitz den „Welz Painter“ (Welz-Maler).

## Schriften
- Analecta Byzantina: carmina inedita Theodori Prodromi et Stephani Physopalamita. Noske, Leipzig 1910 (Dissertation Universität Straßburg 1909, mit Lebenslauf).
- Descriptio codicvm Graecorvm (= Katalog der Kaiserlichen Universitäts- und Landesbibliothek in Straßburg [5]). Trübner, Straßburg 1913.
- Ähren aus Metapont. Beschreibung eines Münzfundes. In: Schweizer Münzblätter 6, 1956, S. 45–49
- Unedierte und seltene Münzen aus dem griechischen Westen. In: Schweizer Münzblätter 7, 1957, S. 76–80.
- Ein Münzfund aus dem Fuldaer Land. In: Fuldaer Geschichtsblätter 35, 1959, S. 156–169
- Der Münzfund von 1946 im Mollenhauer-Haus zu Fulda. In: Fuldaer Geschichtsblätter 37, 1961, S. 84–94.
- Ein Münzfund von 1946 im Mollenhauer-Haus zu Fulda. In: Fuldaer Geschichtsblätter 38, 1962, S. 128–138.
- Der Gersfelder Münzfund. In: Fuldaer Geschichtsblätter 40, 1964, S. 48–55.
- Ein neuer Münzfund aus Milet. In: Schweizer Münzblätter 15, 1965, S. 1–2 (doi:10.5169/seals-170751#172).